# Kulspruta m/39
La Kulspruta m/39 o Ksp m/39 era la denominazione della mitragliatrice media Browning M1919A4 prodotta su licenza in Svezia dalla Carl Gustafs stads gevärsfaktori in calibro 6,5 x 55 mm.

## Descrizione
L'arma, come l'originale M1919A4, era progettata per l'impiego su mezzi blindati e carri armati, ma poteva essere incavalcata su affusti antiaerei. Era disponibile con finestra di alimentazione sia a destra e che a sinistra del castello. Venne prodotta sia nel calibro 6,5 x 55 mm che nel più potente 8 × 63 mm patron m/32, impiegata sulla nuova Kulspruta m/36. A partire dal 1975 le armi vennero ricamerate per la munizione 7,62 × 51 mm NATO, standard sul fucile d'assalto Ak 4 e sulla mitragliatrice di squadra Ksp 58.
L'arma ha trovato l'ultimo impiego negli anni novanta sul veicolo da combattimento della fanteria CV-90, con alimentazione da sinistra.